# 黄川田雅哉
黄川田 雅哉（きかわだ まさや、1980年〈昭和55年〉6月1日 - ）は、日本の俳優。埼玉県新座市出身。トヨタオフィス所属。旧芸名は黄川田 将也（読み同じ）。

## 来歴
幼少時代は体育会系の家庭で育っており、習いごとは絵画とサッカーだった。学生時代はバスケットボール部に所属。将来の夢は画家になりたいと思っていた。
高校3年生の時に前事務所サラプロジェクトの社長にスカウトされ所属。モデル志望で活動していたが、役者転向を社長に勧められ、1999年の深夜ドラマ『国産ひな娘』（テレビ東京）にて俳優としてデビューする。
2005年、『仮面ライダー THE FIRST』で本郷猛 / 仮面ライダー1号として主演。2007年の『仮面ライダー THE NEXT』にも同役で出演している。その他、脚本家大森美香作品に多数出演し、絶賛を浴びた。
その後もドラマ、映画、舞台の多方面で活動。2016年11月に新座市の観光親善大使に就任したが、2020年3月に退任。
2020年4月、約20年間所属していたサラプロジェクトよりトヨタオフィスに移籍し、芸名を本名である黄川田雅哉に改名している 。

## 人物
- 趣味は加圧トレーニング、ビリヤード、ダーツ、音楽鑑賞、旅行。特技はバスケットボール、テニス、ドラム、ヴァイオリン。
- 4人兄弟（全員男）の3番目で、長兄はコンサドーレ札幌・川崎フロンターレに所属していた元Jリーガーの黄川田賢司。

## 出演

### 映画
- ホワイトアウト（2000年 / 若松節朗監督） - テロリスト・坂下英樹 役[6]
- トワイライトシンドローム〜卒業〜（2000年 / 舞原賢三監督） - 神谷敦史 役
- 富江 re-birth（2001年 / 清水崇監督） - 細田俊一 役
- 4 MOVEMENT 四楽章（2001年 / 久石譲監督） - 主演・アルト 役
- 326ショートムービー 旬（2002年 / 326≪ミツル≫） - 今賀雅彦 役
- 自転車とオムハヤシ（2002年 / 鈴木崇監督） - フユキ 役
- バトル・ロワイアルII 鎮魂歌（2003年 / 深作欣二・深作健太監督） - 槇村慎太郎 役
  - バトル・ロワイアルII 【特別篇】 REVENGE（2004年 / 深作欣二・深作健太監督） - 槇村慎太郎 役
- ハート・オブ・ザ・シー A heart of the sea（2003年 /綿織良成監督） - 島田洋介 役
- 青春ばかちん料理塾（2003年 / 齋藤郁宏監督） - 今野健司 役
- 昭和歌謡大全集（2003年 / 篠原哲雄監督）
- スクールウォーズ・HERO（2004年 / 関本郁夫監督） - 今中威雄 役
- GACHAPON!（2004年 / 内田英治監督） - 主演・仙道鉄雄 役
- ロード88 出会い路、四国へ（2004年 / 綿織良成監督） - 金髪の男 役
- 仮面ライダーシリーズ
  - 仮面ライダー THE FIRST（2005年 / 長石多可男監督）- 主演・本郷猛 / 仮面ライダー 役[7]
  - 仮面ライダー THE NEXT（2007年 / 田﨑竜太監督）- 主演・本郷猛 / 仮面ライダー1号 役[8]
- 狼少女 ～Day After Tomorrow～（2005年 / 大滝純監督） - 主演・大田明 役
- ラブサイコ 妖赤のホラー「峠の女」（2006年 / 岡嶋久宜監督） - 主演・田辺真志 役
- TANNKA 短歌（2006年 / 阿木燿子監督） - 圭 役
- SOUL TRAIN ソウルトレイン（2006年 / 三浦大輔監督） - 川村 役＜セルムービー＞
- Dear Friends（2007年 / 両沢和幸監督） - DJ 洋介 役
- Presents〜うに煎餅〜（2007年 / 石井貴英監督） - 安田健介 役
- そのときは彼によろしく（2007年 / 平川雄一朗監督） - 夏目貴幸 役
- クローズド・ノート（2007年 / 行定勲監督） - 夏目涼 役
- 茶々 天涯の貴妃（2007年 / 橋本一監督） - 真田幸村 役
- 神様のパズル（2008年 / 三池崇史監督） - 相理 役
- うん、何?（2008年 / 綿織良成監督） - 佐藤信吾 役
- ヘブンズ・ドア（2009年 / マイケル・アリアス監督） - 岸谷高志 役
- 真夏のオリオン（2009年 / 篠原哲雄監督） - 遠山肇 役
- 今日からヒットマン（2009年 /  横井健司監督） - 二丁 役
- パレード（2010年 / 行定勲監督） - 夏目涼 役
- 前橋ヴィジュアル系（2011年 / 大鶴義丹監督） - ジュン 役
- 僕たちは世界を変えることができない。（2011年 / 深作健太監督） - IT企業の社長 役
- 夜明けの街で（2011年 / 若松節朗監督） - 里村祐二 役
- 女子ーズ（2014年 / 福田雄一監督） - イケメン 役
- 恋とオンチの方程式（2016年 / 香西志帆監督） - 栗田拓人 役
- 函館珈琲（2016年 / 西尾孔志監督） - 主演・桧山英二 役 [9]
- リンキング・ラブ（2017年 / 金子修介監督） - 菊村亮輔 役
- ありえなさ過ぎる女 ～被告人よしえ～（2018年 / 北村誠之監督） - 武田浩一 役
- 轢き逃げ 最高の最悪な日（2019年 / 水谷豊監督） - 倉持勝 役
- ウルトラマンデッカー最終章 旅立ちの彼方へ…（2023年 / 武居正能監督） - ムラホシタイジ 役[10]
- 陽が落ちる（2025年 / 柿崎ゆうじ監督） - 細川新三郎 役[11][12]

### 舞台
- 風が強く吹いている（2009年1月8日 - 2月13日） - 主演・ハイジ 役
- 富士見町アパートメント Bプログラム「ポン助先生」（2010年2月27日 - 3月14日） - 主演・杉森ハジメ 役
- 宝塚BOYS（2010年8月6日 - 9月1日） - 山田浩二 役
- 夜の姉妹（2015年12月11日 - 27日） - ヨゼファ 役[13][14]
- たとえば野に咲く花のように（2016年4月6日 - 29日） - 安田淳雨 役

### テレビドラマ
- 国産ひな娘 File12（1999年6月23日、テレビ東京） - 関口豪太 役
- 恋ノチカラ 第1話（2002年1月10日、フジテレビ）
- 大河ドラマ「利家とまつ〜加賀百万石物語〜」 第25回、第45回・第46回（2002年6月23日、11月17日・24日、NHK総合） - 細川忠興 役
- 京都鴨川東署迷宮課おみやさん 第8話（2002年7月11日、テレビ朝日） - 赤羽秀一 役
- ゴールデンシアター特別企画「成りあがり」（2002年11月23日、フジテレビ） - 田畑恭介 役
- こちら本池上署 第2シリーズ 第8話（2003年6月2日、TBS） - 美崎達也 役
- 美少女戦士セーラームーン（2003年10月4日 - 2004年9月25日、CBC・TBS系） - 古幡元基 役
- 菊亭八百善の人びと（2004年3月29日 - 5月17日、NHK総合） - 栄一 役
- テレビ朝日開局45周年スペシャルドラマ「弟」（2004年11月、テレビ朝日） - 今西 役
- 不機嫌なジーン 第1話 - 第8話・最終話（2005年1月17日 - 3月7日・28日、フジテレビ） - 白石健一 役
- 連続テレビ小説「風のハルカ」 第11話 - 最終話（2005年10月14日 - 2006年3月31日、NHK） - 倉田正巳 役
- ブランディングドラマ「一週間の恋」（2006年1月5日、TBS） - 前沢智也 役
- 仮面ライダーカブト 第14話（2006年4月30日、テレビ朝日） - バイクの男性 役（友情出演）
- マイ☆ボス マイ☆ヒーロー（2006年7月8日 - 9月16日、日本テレビ） - 榊美喜男  役
- もうひとつのシュガー&スパイス 社会人・遠距離カップル編（2006年9月7日、フジテレビ） - 今井聡 役
- ドラゴンフライ（2006年10月29日、WOWOW） - 篠崎健二 役
- 新春ドラマスペシャル「白虎隊」（2007年1月6日・7日、テレビ朝日） - 酒井滝江 役
- 新・はんなり菊太郎〜京・公事宿事件帳〜 第1話（2007年1月11日、NHK総合） - 一蔵 役
- 演歌の女王 第一幕、第四幕・第五幕、第九幕・第十幕（2007年1月13日、2月3日・10日、3月10日・17日、日本テレビ） - 信友勝也 役
- 火曜ドラマゴールド「潜入刑事 らんぼう2」（2007年2月6日、日本テレビ） - 水沢政人 役
- 特集ドラマ「グッジョブ～Good Job」 第3話（2007年3月28日、NHK総合） - 永井学 役
- 女刑事みずき〜京都洛西署物語〜 第2シリーズ（2007年7月5日 - 9月13日、テレビ朝日） - 竹尾友貴 役
  - 女刑事みずき スペシャル（2010年6月24日）
- 正月ドラマスペシャル「ファイブ」（2008年1月5日、NHK総合） - 太田良介 役
- 新春スペシャル・ドラマ「となりのクレーマー」（2008年1月6日、東海テレビ・フジテレビ系） - 江連達也 役
- 1ポンドの福音 第4話（2008年2月2日、日本テレビ） - 若王子守 役
- ホカベン 第4話（2008年5月7日、日本テレビ） - 佐々木光治 役
- 日本テレビ開局55年記念番組「ヒットメーカー 阿久悠物語」（2008年8月1日、日本テレビ） - 沢井周平 役
- ドラマW「シリウスの道」（2008年9月14日、WOWOW） - 戸塚英明 役
- 音女 095（2008年9月23日、テレビ朝日） - 猛 役
- ケータイ捜査官7 第23話、第42話 - 最終話（2008年9月24日、2009年2月25日 - 3月18日、テレビ東京） - 元宮英彦 役
- ギラギラ 第6話（2008年11月21日、ABCテレビ・テレビ朝日系） - サキエル 役
- 月曜ゴールデン「狩矢警部シリーズ」（TBS） - 橋口健太 役
  - 狩矢警部シリーズ5 京舞妓殺人事件（2009年1月26日）
  - 狩矢警部シリーズ6 燃えた花嫁（2009年2月2日）
  - 狩矢警部シリーズ7 小野小町殺人事件（2009年11月2日）
  - 狩矢警部シリーズ8 京都西大路通り殺人事件（2010年5月17日）
  - 狩矢警部シリーズ9 坂本龍馬殺人事件（2010年11月15日）
- 帰ってくるのか!? 33分探偵（2009年3月21日、フジテレビ） - 木村先生 役
- 新・警視庁捜査一課9係 第5話（2009年8月5日、テレビ朝日） - 石野真一 役
- 怨み屋本舗REBOOT 第7話・第8話（2009年8月22日・29日、テレビ東京） - 五百旗 役
- 土曜ワイド劇場「刑事殺し〜完結編〜」（2009年8月22日、ABCテレビ・テレビ朝日系） - 原孝生 役
- 猿ロック Episode5（2009年10月2日 - 15日、読売テレビ・日本テレビ系） - 松藤龍平 役
- ドラマスペシャル「断絶」（2009年10月3日、テレビ朝日） - 剱持一郎 役
- 大河ドラマ「天地人」 第44回・第45回（2009年11月1日・8日、NHK） - 本多政重 役
- リアル・クローズ 第4話 - 最終話（2009年11月3日 - 12月22日、関西テレビ・フジテレビ系） - 白川ニコラ・ブーケ 役
- 宿命 1969-2010 -ワンス・アポン・ア・タイム・イン・東京- 最終話（2010年3月12日、ABCテレビ・テレビ朝日系） - 滝沢公弘 役
- ドラマＷ 横山秀夫サスペンス「他人の家」（2010年4月4日、WOWOW） - 村井健二 役
- 警視庁失踪人捜査課（2010年4月16日 - 6月11日、ABCテレビ・テレビ朝日系） - 森田純一 役
  - ドラマスペシャル 「警視庁失踪人捜査課」（2011年12月24日）
- 火9 絶対零度〜未解決事件特命捜査〜 最終話（2010年6月22日、フジテレビ） - 百瀬邦弘 役[15]
- ジョーカー 許されざる捜査官 第3話（2010年7月27日、フジテレビ） - 山原哲司 役
- 連続ドラマW 東野圭吾「幻夜」 第1話 - 第7話（2010年11月21日 - 2011年1月9日、WOWOW） - 西崎貴仁 役
- 霊能力者 小田霧響子の嘘 第7霊（2010年11月21日、テレビ朝日） - 藤村武羅男 役
- 相棒 season9 第7話「9時から10時まで」（2010年12月8日、テレビ朝日） - 伊藤正隆 役
- 桂ちづる診察日録 第13回・最終回（2010年12月18日・25日、NHK総合） - 川島良謙 役
- URAKARA 第2話（2011年1月22日、テレビ東京） - 坂東大吾 役
- 胡桃の部屋（2011年7月26日 - 8月30日、NHK総合） - 桧山智広 役
- 最高の人生の終り方〜エンディングプランナー〜 第1話 - 第6話・最終話（2012年1月12日 - 2月16日・3月15日、TBS） - 川原達法 役
- ドクロゲキ サイドストーリー（2012年1月15日、フジテレビ） - 林貴明 役
- Strangers 6（2012年1月27日 - 5月4日、WOWOW） - 立花賢治 役
- 家族八景 Nanase,Telepathy Girl's Ballad 第8話（2012年3月9日、MBS / 3月14日、TBS） - 清水信太郎 役
- 金曜プレステージ「山村美紗サスペンス 女検視官・江夏冬子シリーズ」（フジテレビ） - 小川亮介 役
  - 山村美紗サスペンス 女検視官・江夏冬子～血だまりの滴～（2012年5月11日）
  - 山村美紗サスペンス 女検視官・江夏冬子2 復讐の血脈（2013年5月24日）
- カウンターのふたり 第7話「しゃべらない女」（2012年7月21日、TwellV） - バーテンダーの男 役
- 土曜ワイド劇場「法医学教室の事件ファイル35」（2012年12月1日、テレビ朝日） - 篠原幹夫 役
- 野田ともうします。 シーズン3 第10話（2012年12月3日、NHKワンセグ2・NHK Eテレ） - 男性美容師 役
- そこをなんとか 第8話・最終話（2012年12月9日・16日、NHK BSプレミアム） - 関根裕也 役
- 土曜ワイド劇場「西村京太郎トラベルミステリー59 終着駅殺人事件」（2013年1月5日、テレビ朝日） - 町田隆夫 役
- 遺留捜査 第3シリーズ 第4話（2013年5月8日、テレビ朝日） - 安西和也 役
- 警部補 矢部謙三2 第3話・最終話（2013年7月26日・8月30日、テレビ朝日） - 保葉一朗 役
- 月曜ゴールデン「浅見光彦シリーズ33 蜃気楼」（2013年9月16日、TBS） - 幹瀬由起仁 役
- 大河ドラマ「八重の桜」 第39回 - 第42回、第46回、第49回（2013年9月29日 - 10月20日、11月17日、12月8日、NHK） - 伊勢(横井)時雄 役
- 花咲くあした 第2回・第6回（2014年1月12日・2月9日、NHK BSプレミアム） - 錦織烈 役
- 土曜ワイド劇場「犯罪心理学教授・兼坂守の捜査ファイルシリーズ」（ABCテレビ・テレビ朝日系） - 二宮恭助 役
  - 1 喉を焼く連続殺人! 白い巨塔に仕組まれた心理トリックの罠!（2014年2月15日）
  - 2 心を自在に操る学者VS謎の連続餓死殺人!（2015年7月11日）
- Dr.検事モロハシ～新たなる生命～（2014年7月1日、フジテレビ） - 北島雅彦 役
- 東京スカーレット〜警視庁NS係 第1話（2014年7月15日、TBS） - 小林トオル 役
- 土曜ワイド劇場「内田康夫サスペンス・福原警部5」（2014年9月20日、テレビ朝日） - 高木行彦 役
- ほっとけない魔女たち 第36話 - 第38話（2014年10月21日 - 23日、東海テレビ・フジテレビ系） - 藤田勉 役
- 新・刑事吉永誠一 第7話（2014年11月28日、テレビ東京） - 矢野剛 役
- 土曜ワイド劇場 年末特別企画「森村誠一の喪中欠礼～終着駅の牛尾刑事VS事件記者冴子」（2014年12月27日） - 朝倉修一 役
- 連続テレビ小説「まれ」 第57話 - 第60話・第88話（2015年6月3日 - 6日・7月9日、NHK） - 西園寺一真 役
- ウルトラマンX 第6話・第7話（2015年8月18日・25日、テレビ東京） - tE・rU 役
- 婚活刑事 LOVE.8（2015年8月20日、読売テレビ・日本テレビ系） - 本村正義 役
- 子連れ信兵衛 第3話（2015年11月27日、NHK BSプレミアム） - 山脇多聞 役
- MARS〜ただ、君を愛してる〜 第1話・第5話（2016年1月24日・2月21日、日本テレビ） - 吉岡保 役
- 水曜ミステリー9特別企画「乃南アサ サスペンス 鎖 女刑事 音道貴子」（2016年7月6日、テレビ東京） - 堤健輔 役
- 女たちの特捜最前線 第2話（2016年7月28日、テレビ朝日） - 児玉邦明 役
- 山女日記〜女たちは頂を目指して〜（2016年11月6日 - 12月18日、NHK BSプレミアム） - 木嶋岳志 役
  - 山女日記～山フェスに行こう/アルプスの女王～（2017年10月29日・11月5日）[16]
- サヨナラ、えなりくん 第4話（2017年5月22日、テレビ朝日） - 清水潔志 役
- アイドル×戦士 ミラクルちゅーんず! 第9話、第45話、第49話 - 最終話（2017年5月28日、2018年2月4日、3月11日 - 25日、テレビ東京） - 神咲征太郎 役
- ミステリースペシャル「おとり捜査官・北見志穂20」（2017年7月6日、テレビ朝日） - 安達直樹 役
- 刑事7人 第3シリーズ 第6話（2017年8月16日、テレビ朝日） - 工藤優樹 役
- 科捜研の女 2017スペシャル（2017年10月15日、テレビ朝日） - 那須田哲昭 役
- 放送90年 大河ファンタジー「精霊の守り人」最終章 第2回（2017年12月2日、NHK総合） - ナグル 役[17]
- 月曜名作劇場「内田康夫サスペンス 新・浅見光彦シリーズ 後鳥羽伝説殺人事件」（2018年2月26日、TBS） - 桐山道夫 役
- 明日の君がもっと好き 第6章（2018年3月3日、テレビ朝日） - 松尾よしき 役
- 特捜9 第2話（2018年4月18日、テレビ朝日） - 武村茂明 役
- 月曜名作劇場「森村誠一サスペンス おくのほそ道迷宮紀行」（2018年6月11日、TBS） - 橋口則夫 役
- 遺留捜査 第5シリーズ 第3話（2018年7月26日、テレビ朝日） - 野口明 役[18]
- 長崎発地域ドラマ かんざらしに恋して（2019年2月6日、NHK BSプレミアム） - 桐畑公介 役
- 日曜プライム「棟居刑事の黒い絆」（2019年2月17日、テレビ朝日） - 古田純一 役
- スーパー戦隊シリーズ（テレビ朝日） - マスターレッド 役
  - 4週連続スペシャル スーパー戦隊最強バトル!! 第3話・第4話（2019年3月3日・10日）[19]
  - 騎士竜戦隊リュウソウジャー 第1話、第5話・第6話、第26話、第35話（2019年3月17日、4月14日・21日、9月15日、11月24日）[20]
- ドラマスペシャル「検事・佐方 ～裁きを望む～」（2019年12月26日、テレビ朝日） - 郷古恭治 役
- 地獄のガールフレンド 第5話 - 最終話（2020年5月5日 - 6月23日、フジテレビ） - 田辺 役
- 警視庁・捜査一課長2020 第8話（2020年6月25日、テレビ朝日） - 松友史郎 役
- 緊急取調室 4th SEASON 第7話（2021年9月2日、テレビ朝日） - 小林英二 役
- 月曜プレミア8「今野敏サスペンス 憐情 警視庁強行犯係 樋口顕」（2022年2月7日、テレビ東京） - 小菅洋一 役
- 埼玉の逆襲 スペシャルドラマ「The埼玉」（2022年2月13日、Jテレ） - 主演・澤山友和 役
- ウルトラマンデッカー（2022年7月9日 - 2023年1月21日、テレビ東京） - ムラホシタイジ 役[21]
- 夫婦円満レシピ〜交換しない?一晩だけ〜 第4話 - 第6話・最終話（2022年10月27日 - 11月10日・12月22日、テレビ東京） - 森尾真司 役[22]
- 育休刑事 第9話・最終話（2023年6月13日・20日、NHK総合） - 軽部直樹 役
- 家政夫のミタゾノ 第6シリーズ 第8話（2023年11月28日、テレビ朝日） - 木山卓郎 役
- おかしな刑事最終回! 大千秋楽スペシャル（2024年1月6日、テレビ朝日） - 大谷光平 役[23][24]
- ナースが婚活 第2話（2024年1月19日、テレビ東京） - 深田郁哉 役
- 怖れ 第8話「推し活」（2024年10月4日、CBCテレビ） - 藤田 役
- ヒロシの心霊キャンプ 第1話「二度と行かない」（2024年10月10日、BS日テレ） - 山根 役
- D&D〜医者と刑事の捜査線〜 第4話（2024年11月8日、テレビ東京） - 青ヶ島卓 役[25]
- アンサンブル 第6話（2025年2月22日、日本テレビ） - 伊藤 役
- 大追跡〜警視庁SSBC強行犯係〜 第6話（2025年8月13日、テレビ朝日）[26] - 稲葉圭一 役

### ウェブドラマ
- ひだまりの場所～初恋～（2010年1月20日 - 4月11日、BeeTV） - 須堂智己 役
- 奇妙な恋の物語 -THE AMAZING LOVE STORY- Episode3「未来花火」（2014年8月28日 - 9月18日、UULA） - 啓介 役[27]
- 地獄のガールフレンド 第5話 - 最終話（2019年11月22日 - 12月27日、FOD） - 田辺 役
- 騎士竜戦隊リュウソウジャー THE LEGACY OF The Master's Soul（2021年10月17日 - 12月26日、東映特撮ファンクラブ） - 主演・マスターレッド 役（渋江譲二、沢井美優とトリプル主演）[28]
- GUTS-SELECT交流記 〜帰ってきた特務3課〜 最終話（2023年2月4日、TSUBURAYA IMAGINATION） - ムラホシタイジ 役

### ラジオドラマ
- 10－NIGHTS STORIES（JFM）

### CM
- タケダスポーツ
  - タケダスポーツ SNORY STORY 篇（1999年）
  - タケダスポーツ 2000・春 篇（2000年）
- NICOSカード 次の時代 篇（2000年）
- マクドナルド
  - マクドナルド フランクバーガーwithとろーりチーズ（2001年）
  - マクドナルド メキシカンだよ!マクドナルド（2002年）
- スクウェア UNLIMITED SAGA 赤い時間 篇（2002年）
- コカ・コーラ
  - コカ・コーラ メインストリーム WORLD CUP Go!スタジアム 篇（2002年）
  - コカ・コーラ カナダドライジンジャエール GOLDEN FOUNTAIN ウォーターカーテン 篇（2003年）
- NTT DoCoMo 251i（2002年）
- 横浜ベイスターズ（2002年）
- キャドバリージャパン パワーミンツガム（2004年）
- P＆G VIDAL SASSOON Professional Style（2004年）
- 小学館 テレパル エフ（2005年）
- カゴメ 野菜で体内環境正常化委員会（2006年）

### ゲーム
- オール仮面ライダー ライダーレボリューション（2016年12月1日、3DS） - 仮面ライダー1号（THE FIRST） 役

### 玩具
- ウルトラマンデッカー ウルトラディーフラッシャー -MEMORIAL EDITION-（2023年7月）